# 根室ゴルフクラブ
根室ゴルフクラブ（ねむろゴルフクラブ）は、北海道根室市にあるゴルフ場。

## 概要
1960年に開業した9ホールのコースで北海道では三番目に古い日本最東端のゴルフ場。丘陵地コースで、海が近くイギリスのリンクスコースを思わせる景色。場所は根室市街から納沙布岬に向かう途中にある。
降雪地帯の為、毎年12月から翌年4月までは休業する。

## 住所
- 北海道根室市友知93番地

## アクセス
- 中標津空港からタクシー・バスで約120 km（約75分）
- JR根室駅から車で約15 km（約15分）